# RTL Kockica
RTL Kockica – chorwacki kanał telewizyjny o charakterze familijnym. Należy do luksemburskiego nadawcy RTL Group. Został uruchomiony w 2014 roku.